# Torneio Argélia-Marrocos
O Torneio Argélia-Marrocos foi um torneio internacional de futebol disputado entre os meses de junho e julho de 1972. O torneio foi uma tentativa de amenizar os conflitos bélicos na fronteira entre os dois países sede. As equipes participantes foram o MC Alger e o ES Sétif (na época WR Sétif) da Argélia, a seleção de Marrocos, que havia participado da Copa de 1970, e o Coritiba FC do Brasil, que já havia excursionado para a Argélia em 1970, tendo na ocasião derrotado tanto o atual campeão nacional (CR Belouizdad), quanto a seleção nacional da Argélia.
Ao final do torneio, o Coritiba FC foi declarado campeão, tendo vencido todas as suas partidas.
- 28/06/1972 - MC Alger 0 x 1 Coritiba FC - Local : Argel (Argélia)
- 01/07/1972 - ES Sétif 1 x 3 Coritiba FC - Local: Setif (Argélia)
- 06/07/1972 - Seleção de Marrocos 1 x 3 Coritiba FC - Local : Casablanca (Marrocos)

## Premiação
| Torneio Argélia-Marrocos 1972               |
| Brasil                                      |
| ------------------------------------------- |
| Coritiba Foot Ball Club Campeão (1° título) |